# Bradie Tennell
Bradie Tennell (Winfield, 31 gennaio 1998) è una pattinatrice artistica su ghiaccio statunitense medaglia di bronzo alle Olimpiadi di Pyeongchang 2018 nella gara a squadre.

## Biografia
Fresca del suo primo titolo nazionale statunitense appena vinto, Tennell compete nella gara a squadre delle Olimpiadi di Pyeongchang 2018 realizzando nel programma corto il suo miglior punteggio personale con 68.94 punti, mentre nel singolo termina al nono posto. 
Ha vinto la medaglia di bronzo ai Campionati dei Quattro continenti di Seul 2020, concludendo al terzo posto dietro la sudcoreana You Young e la giapponese Rika Kihira.

## Palmarès
GP: Grand Prix; CS: Challenger Series; JGP: Junior Grand Prix
| Internazionali | Internazionali | Internazionali | Internazionali | Internazionali | Internazionali | Internazionali | Internazionali | Internazionali | Internazionali | Internazionali | Internazionali | Internazionali |
| Evento | 2013–14        | 2014–15        | 2015–16        | 2016–17        | 2017–18        | 2018–19        | 2019–20        | 2020-21        | 2021–22        | 2022–23        | 2023-24        | 2024-25        |
| --- | -------------- | -------------- | -------------- | -------------- | -------------- | -------------- | -------------- | -------------- | -------------- | -------------- | -------------- | -------------- |
| Giochi olimpici invernali |                |                |                |                | 9°             |                |                |                |                |                |                |                |
| Campionati mondiali |                |                |                |                | 6°             | 7°             | C              | 9°             |                | 15°            |                |                |
| Quattro continenti |                |                |                |                |                | 5°             | 3°             |                |                | 6°             |                | 2°             |
| GP Finale |                |                |                |                |                |                | 5°             |                |                |                |                |                |
| GP Cup of China |                |                |                |                |                |                |                |                | C              |                | R              |                |
| GP della Finlandia |                |                |                |                |                |                |                |                |                | 8°             |                |                |
| GP Trophée Eric Bompard |                |                |                |                |                | 3°             |                |                |                |                |                |                |
| GP d'Italia |                |                |                |                |                |                |                |                | R              |                |                |                |
| GP NHK Trophy |                |                |                |                |                |                |                |                |                |                | R              | 5°             |
| GP Skate America |                |                |                |                | 3°             | 4°             | 2°             | 2°             | R              |                |                | 5°             |
| GP Skate Canada |                |                |                |                |                |                | 4°             |                |                |                |                |                |
| GP John Wilson Trophy |                |                |                |                |                |                |                |                |                | 12°            |                |                |
| CS Autumn Classic |                |                |                |                |                | 1°             | R              |                |                |                | R              |                |
| CS Budapest Trophy |                |                |                |                |                |                |                |                |                | 1°             |                |                |
| CS Ice Challenge |                |                |                |                |                |                |                |                | R              |                |                |                |
| CS Golden Spin |                |                |                |                |                | 1°             | R              |                | R              | 2°             |                | 3°             |
| CS Lombardia Trophy |                |                |                |                | 4°             |                |                |                |                |                |                |                |
| CS Tallinn Trophy |                |                |                | 3°             |                |                |                |                |                |                |                |                |
| CS Warsaw Cup |                |                |                |                |                |                | 2°             |                | R              |                |                |                |
| Maria Olszewska Memorial |                |                |                |                |                |                |                |                |                |                |                | 1°             |
| Philadelphia Summer International |                |                |                |                | 1°             |                |                |                |                |                |                |                |
| Shangai Trophy |                |                |                |                |                |                |                |                |                |                | 1°             | 2°             |
| U.S. Classic |                |                |                |                |                |                |                |                | R              |                |                |                |
| Cranberry Cup |                |                |                |                |                |                |                |                | R              |                |                |                |
| Internazionali: Junior |                |                |                |                |                |                |                |                |                |                |                |                |
| Campionati mondiali |                |                | 11°            | 7°             |                |                |                |                |                |                |                |                |
| JGP Austria |                |                | 11°            |                |                |                |                |                |                |                |                |                |
| JGP Giappone |                | 8°             |                |                |                |                |                |                |                |                |                |                |
| Gardena Spring Trophy | 3°             |                |                |                |                |                |                |                |                |                |                |                |
| Nazionali |                |                |                |                |                |                |                |                |                |                |                |                |
| Campionati statunitensi | 4° J           | 1° J           | 6°             | 9°             | 1°             | 2°             | 3°             | 1°             | R              | 2°             |                | 4°             |
| Eventi a squadre |                |                |                |                |                |                |                |                |                |                |                |                |
| Giochi olimpici invernali |                |                |                |                | 3° S 5 P       |                |                |                |                |                |                |                |
| World Team Trophy |                |                |                |                |                | 1° S 2° P      |                | 2° S 5° P      |                |                |                |                |
| A = Assegnata; R = Ritirata; C = Evento cancellato; J = Junior S = Risultato della squadra; P = Risultato personale. Medaglie assegnate solo per il risultato della squadra. |                |                |                |                |                |                |                |                |                |                |                |                |